# Habronattus coecatus
Habronattus coecatus es una especie de araña saltadora del género Habronattus, familia Salticidae. Fue descrita científicamente por Hentz en 1846.
Habita en los Estados Unidos, México y Bermudas. La araña es mayormente negra, con bandas de escamas color canela. El clípeo masculino está cubierto de escamas rojas.
Es una especie relativamente pequeña. Las hembras miden alrededor de 4,36 a 5,5 mm y los machos de 4,3 a 4,7 mm.

## Comportamiento
El cortejo del macho Habronattus coecatus es complejo. Consiste en una presentación de la ornamentación del rostro, del primer y tercer par de piernas, y de movimientos de las piernas coordinados con una compleja serie de vibraciones de frecuencia variable y transmitidas a través del suelo. Esta exhibición es una de las más elaboradas del reino animal.